# (1625) The NORC
(1625) The NORC es un asteroide que forma parte del cinturón de asteroides y fue descubierto por Sylvain Julien Victor Arend el 1 de septiembre de 1953 desde el Real Observatorio de Bélgica, Uccle.

## Designación y nombre
The NORC recibió inicialmente la designación de 1953 RB.
Posteriormente se nombró por el Naval Ordnance Research Calculator de Dahlgren, Estados Unidos, uno de los computadores de primera generación que se usó para el cálculo de numerosas órbitas de cuerpos menores.

## Características orbitales
The NORC orbita a una distancia media del Sol de 3,19 ua, pudiendo alejarse hasta 3,92 ua. Su inclinación orbital es 15,56° y la excentricidad 0,2286. Emplea 2081 días en completar una órbita alrededor del Sol.